# John DeFrancesco

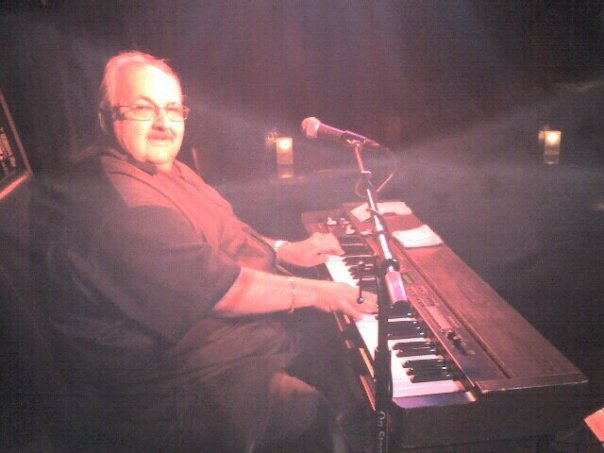
Papa John DeFrancesco

Papa John DeFrancesco (Niagara Falls (New York), 12 september 1940 – Maricopa (Arizona), 25 juni 2024) was een Amerikaanse jazz-organist in de hardbop. Hij bespeelt een hammondorgel (B-3).

## Biografie
DeFrancesco, zoon van multi-instrumentalist Joe DeFrancesco (onder meer actief bij de gebroeders Tommy en Jimmy Dorsey) begon op de trompet, pas in de jaren zestig ging hij orgel spelen. Na flink oefenen werd hij actief in de jazzscene van Philadelphia. Toen zijn zoon Joey professioneel actief werd, op achtjarige leeftijd, zette pa zijn eigen loopbaan in de ijskast om zijn zoon te begeleiden. Later werd ook zijn andere zoon, de gitarist Johnny een veelbelovende muzikant en het duurde tot in de jaren negentig voor DeFrancesco weer actief begon op te treden. Vanaf die tijd ging hij ook albums opnemen, voor de platenlabels van Joe Fields, Muse Records, HighNote Records en Savant Records. DeFrancesco woonde in Maricopa, Arizona en speelde regelmatig in Phoenix.
DeFrancesco overleed op 25 juni 2024 op 83-jarige leeftijd.

## Discografie
- Doodlin, Muse, 1992
- Comin' Home, Muse, 1994 ('albumpick' Allmusic)
- All in the Family, HighNote, 1998
- Hip Cake Walk, HighNote, 2001
- Jumpin, Savant, 2003
- Walking Uptown, Savant, 2004
- Desert Heat, Savant, 2006
- A Philadelphia Story, Savant, 2011